# Žlijebi
Žlijebi (en serbe cyrillique : Жлијеби) est un village du sud-ouest du Monténégro, dans la municipalité de Herceg Novi.

## Démographie

### Évolution historique de la population
| 1948 | 1953 | 1961 | 1971 | 1981 | 1991 | 2003 |
| ---- | ---- | ---- | ---- | ---- | ---- | ---- |
| 61   | 57   | 54   | 37   | 36   | 24   | 11   |